# Anuszirwan
Anuszirwan pers. انوشیروان خان, Anūshīrvān Khān (zm. 1356) – władca z dynastii Ilchanidów, panujący w latach 1343–1356.
Był marionetką w rękach władców z dynastii Czobanidów. Okres jego panowania był kolejnym etapem wojny pomiędzy Czobanidami a Dżalajirydami o wpływy w rozpadającym się państwie Ilchanidów. Jego następcą był Ghazan II.